# 9ª edizione dei Satellite Awards
La 9ª edizione dei Satellite Awards si è tenuta il 23 gennaio 2005.

## Cinema

### Miglior film drammatico
- Hotel Rwanda, regia di Terry George
- The Aviator, regia di Martin Scorsese
- Kill Bill: Volume 2 (Kill Bill: Vol. 2), regia di Quentin Tarantino
- Kinsey, regia di Bill Condon
- Maria Full of Grace, regia di Joshua Marston
- Il segreto di Vera Drake (Vera Drake), regia di Mike Leigh

### Miglior film commedia o musicale
- Sideways - In viaggio con Jack (Sideways), regia di Alexander Payne
- Le avventure acquatiche di Steve Zissou (The Life Aquatic with Steve Zissou), regia di Wes Anderson
- Il fantasma dell'Opera (The Phantom of the Opera), regia di Joel Schumacher
- Il mercante di Venezia (The Merchant of Venice), regia di Michael Radford
- Napoleon Dynamite, regia di Jared Hess
- Ray, regia di Taylor Hackford

### Miglior film straniero
- Mare dentro (Mar adentro), regia di Alejandro Amenábar • Spagna
- I diari della motocicletta (Diarios de motocicleta), regia di Walter Salles • Argentina
- La foresta dei pugnali volanti (Shi mian mai fu), regia di Zhang Yimou • Cina
- Una lunga domenica di passioni (Un long dimanche de fiançailles), regia di Jean-Pierre Jeunet • Francia
- La mala educación, regia di Pedro Almodóvar • Spagna
- Non ti muovere, regia di Sergio Castellitto • Italia

### Miglior film d'animazione o a tecnica mista
- Gli Incredibili - Una "normale" famiglia di supereroi (The Incredibles), regia di Brad Bird
- Polar Express (The Polar Express), regia di Robert Zemeckis
- SpongeBob - Il film (The SpongeBob SquarePants Movie), regia di Stephen Hillenburg
- Teacher's Pet, regia di Timothy Björklund
- Team America: World Police, regia di Trey Parker

### Miglior film documentario
- Super Size Me, regia di Morgan Spurlock
- Born Into Brothels, regia di Zana Briski
- The Fuente Family: An American Dream, regia di James Orr
- Lighting in a Bottle, regia di Antoine Fuqua
- La morte sospesa (Touching the Void), regia di Kevin Macdonald
- Tupac: Resurrection, regia di Lauren Lazin

### Miglior regista
- Mel Gibson – La passione di Cristo (The Passion of the Christ)
- Bill Condon – Kinsey
- Taylor Hackford – Ray
- Joshua Marston – Maria Full of Grace
- Alexander Payne – Sideways - In viaggio con Jack (Sideways)
- Martin Scorsese – The Aviator

### Miglior attore in un film drammatico
- Don Cheadle – Hotel Rwanda
- Kevin Bacon – The Woodsman - Il segreto (The Woodsman)
- Javier Bardem – Mare dentro (Mar adentro)
- Gael García Bernal – I diari della motocicletta (Diarios de motocicleta)
- Johnny Depp – Neverland - Un sogno per la vita (Finding Neverland)
- Liam Neeson – Kinsey
- Sean Penn – The Assassination (The Assassination of Richard Nixon)

### Miglior attrice in un film drammatico
- Hilary Swank – Million Dollar Baby
- Laura Linney – P.S. Ti amo (P.S.)
- Catalina Sandino Moreno – Maria Full of Grace
- Imelda Staunton – Il segreto di Vera Drake (Vera Drake)
- Uma Thurman – Kill Bill: Volume 2 (Kill Bill: Vol. 2)
- Sigourney Weaver – Imaginary Heroes

### Miglior attore in un film commedia o musicale
- Jamie Foxx – Ray
- Gerard Butler – Il fantasma dell'Opera (The Phantom of the Opera)
- Jim Carrey – Se mi lasci ti cancello (Eternal Sunshine of the Spotless Mind)
- Paul Giamatti – Sideways - In viaggio con Jack (Sideways)
- Kevin Kline – De-Lovely - Così facile da amare (De-Lovely)
- Bill Murray – Le avventure acquatiche di Steve Zissou (The Life Aquatic with Steve Zissou)

### Miglior attrice in un film commedia o musicale
- Annette Bening – La diva Julia - Being Julia (Being Julia)
- Jena Malone – Saved!
- Natalie Portman – La mia vita a Garden State (Garden State)
- Emmy Rossum – Il fantasma dell'Opera (The Phantom of the Opera)
- Kerry Washington – Ray
- Kate Winslet – Se mi lasci ti cancello (Eternal Sunshine of the Spotless Mind)

### Miglior attore non protagonista in un film drammatico
- Christopher Walken – Dietro l'angolo (Around the Bend)
- David Carradine – Kill Bill: Volume 2 (Kill Bill: Vol. 2)
- Jamie Foxx – Collateral
- Alfred Molina – Spider-Man 2
- Clive Owen – Closer
- Peter Sarsgaard – Kinsey

### Miglior attrice non protagonista in un film drammatico
- Gena Rowlands – Le pagine delle nostra vita (The Notebook)
- Cate Blanchett – The Aviator
- Daryl Hannah – Kill Bill: Volume 2 (Kill Bill: Vol. 2)
- Laura Linney – Kinsey
- Natalie Portman – Closer
- Kyra Sedgwick – The Woodsman - Il segreto (The Woodsman)

### Miglior attore non protagonista in un film commedia o musicale
- Thomas Haden Church – Sideways - In viaggio con Jack (Sideways)
- Joseph Fiennes – Il mercante di Venezia (The Merchant of Venice)
- Jeremy Irons – La diva Julia - Being Julia (Being Julia)
- Peter Sarsgaard – La mia vita a Garden State (Garden State)
- Mark Wahlberg – I ♥ Huckabees - Le strane coincidenze della vita (I ♥ Huckabees)
- Patrick Wilson – Il fantasma dell'Opera (The Phantom of the Opera)

### Miglior attrice non protagonista in un film commedia o musicale
- Regina King – Ray
- Lynn Collins – Il mercante di Venezia (The Merchant of Venice)
- Minnie Driver – Il fantasma dell'Opera (The Phantom of the Opera)
- Cloris Leachman – Spanglish - Quando in famiglia sono in troppi a parlare (Spanglish)
- Virginia Madsen – Sideways - In viaggio con Jack (Sideways)
- Sharon Warren – Ray

### Miglior sceneggiatura originale
- James L. White – Ray
- Wes Anderson e Noah Baumbach – Le avventure acquatiche di Steve Zissou (The Life Aquatic With Steve Zissou)
- Stuart Beattie – Collateral
- Bill Condon – Kinsey
- Terry George e Keir Pearson – Hotel Rwanda
- John Logan – The Aviator

### Miglior sceneggiatura non originale
- Paul Haggis – Million Dollar Baby
- Patrick Marber – Closer
- Alexander Payne e Jim Taylor – Sideways - In viaggio con Jack (Sideways)
- Joel Schumacher – Il fantasma dell'Opera (The Phantom of the Opera)

### Miglior montaggio
- Jim Miller e Paul Rubell – Collateral
- John Bloom e Antonia Van Drimmelen – Closer
- Long Cheng – La foresta dei pugnali volanti (Shi mian mai fu)
- Bob Murawski – Spider-Man 2
- Thelma Schoonmaker – The Aviator
- Dylan Tichenor – Lemony Snicket - Una serie di sfortunati eventi (Lemony Snicket's A Series of Unfortunate Events)

### Miglior fotografia
- Zhao Xiaoding – La foresta dei pugnali volanti (Shi mian mai fu)
- Bruno Delbonnel – Una lunga domenica di passioni (Un long dimanche de fiançailles)
- Emmanuel Lubezki – Lemony Snicket - Una serie di sfortunati eventi (Lemony Snicket's A Series of Unfortunate Events)
- John Mathieson – Il fantasma dell'Opera (The Phantom of the Opera)
- Bill Pope e Anette Haellmigk – Spider-Man 2
- Robert Richardson – The Aviator

### Miglior scenografia
- Eve Stewart, John Bush e John Hill – De-Lovely - Così facile da amare (De-Lovely)
- Kevin Conran, Kirsten Conran e Pier Luigi Basile – Sky Captain and the World of Tomorrow
- Maria Djurkovic e Tatiana Macdonald – La fiera della vanità (Vanity Fair)
- Dante Ferretti e Francesca Lo Schiavo – The Aviator
- Zhong Han – La foresta dei pugnali volanti (Shi mian mai fu)
- Anthony Pratt e Celia Bobak – Il fantasma dell'Opera (The Phantom of the Opera)

### Migliori costumi
- Beatrix Aruna Pasztor – La fiera della vanità (Vanity Fair)
- Alexandra Byrne – Il fantasma dell'Opera (The Phantom of the Opera)
- Stella McCartney – Sky Captain and the World of Tomorrow
- Sandy Powell – The Aviator
- Emi Wada – La foresta dei pugnali volanti (Shi mian mai fu)
- Janty Yates – De-Lovely - Così facile da amare (De-Lovely)

### Miglior colonna sonora
- John Swihart – Napoleon Dynamite
- Danny Elfman – Spider-Man 2
- Michael Giacchino – Gli Incredibili - Una "normale" famiglia di supereroi (The Incredibles)
- Mick Jagger, John Powell e David A. Stewart – Alfie
- Jan Andrzej Paweł Kaczmarek – Neverland - Un sogno per la vita (Finding Neverland)
- Howard Shore – The Aviator

### Miglior canzone originale
- Million Voices (Wyclef Jean), testo e musica di Jerry Duplessis, Andrea Guerra e Wyclef Jean – Hotel Rwanda
- Believe (Josh Groban), testo e musica di Glen Ballard e Alan Silvestri – Polar Express (The Polar Express)
- Blind Leading the Blind (Mick Jagger & David A. Stewart), testo e musica di Mick Jagger e David A. Stewart – Alfie
- The Book of Love (Peter Gabriel), testo e musica di Stephen Merritt – Shall We Dance?
- Learn to Be Lonely (Minnie Driver), testo e musica di Andrew Lloyd Webber – Il fantasma dell'Opera (The Phantom of the Opera)
- Shine Your Light (Robbie Robertson), testo e musica di Robbie Robertson – Squadra 49 (Ladder 49)

### Miglior suono
- Lee Orloff, Elliott Koretz, Michael Minkler, Myron Nettinga – Collateral
- Tony Dawe, Andy Nelson, Anna Behlmer, Martin Evans – Il fantasma dell'Opera (The Phantom of the Opera)
- Tom Fleischman, Petur Hliddal, Philip Stockton, Eugene Gearty – The Aviator
- Kevin O'Connell, Greg P. Russell, Jeffrey J. Haboush, Joseph Geisinger, Paul N.J. Ottosson, Susan Dudeck – Spider-Man 2
- Joakim Sundström – Codice 46 (Code 46)
- Jing Tao – La foresta dei pugnali volanti (Shi mian mai fu)

### Migliori effetti visivi
- Andy Brown, Kirsty Millar – La foresta dei pugnali volanti (Shi mian mai fu) ex aequo
- Robert Legato, Peter G. Travers, Matthew Gratzner, R. Bruce Steinheimer – The Aviator ex aequo
- John Dykstra, Scott Stokdyk, Anthony LaMolinara, John Frazier – Spider-Man 2
- Michele Ferrone, Louis Morin – Se mi lasci ti cancello (Eternal Sunshine of the Spotless Mind)
- Stephen Lawes, Scott E. Anderson, Darin Hollings – Sky Captain and the World of Tomorrow
- John E. Sullivan – Collateral

## Televisione

### Miglior serie drammatica
- Nip/Tuck
- Boston Legal
- The L Word
- Lost
- The Shield

### Miglior serie commedia o musicale
- Desperate Housewives
- Arrested Development - Ti presento i miei (Arrested Development)
- The Bernie Mac Show
- Una mamma per amica (Gilmore Girls)
- Scrubs - Medici ai primi ferri (Scrubs)

### Miglior miniserie
- The Lost Prince, regia di Stephen Poliakoff
- 4400 (The 4400), regia di Nick Gomez, Tim Hunter, Helen Shaver, Yves Simoneau e David Straiton
- American Family Journey of Dreams, regia di Gregory Nava
- Carlo II - Il potere e la passione (Charles II: The Power & the Passion), regia di Joe Wright
- Prime Suspect 6: The Last Witness, regia di Tom Hooper
- The Second Coming, regia di Adrian Shergold

### Miglior film per la televisione
- Redemption - La pace del guerriero (Redemption: The Stan Tookie Williams Story), regia di Vondie Curtis-Hall
- Angeli d'acciaio (Iron Jawed Angels), regia di Katja von Garnier
- Helter Skelter, regia di John Gray
- Medici per la vita (Something the Lord Made), regia di Joseph Sargent
- Tu chiamami Peter (Life and Death of Peter Sellers), regia di Stephen Hopkins

### Miglior attore in una serie drammatica
- Matthew Fox – Lost
- Vincent D'Onofrio – Law & Order - I due volti della giustizia (Law & Order)
- Anthony LaPaglia – Senza traccia (Without A Trace)
- James Spader – Boston Legal
- Treat Williams – Everwood

### Miglior attrice in una serie drammatica
- Laurel Holloman – The L Word
- Jennifer Garner – Alias
- Evangeline Lilly – Lost
- Joely Richardson – Nip/Tuck
- Amber Tamblyn – Joan of Arcadia

### Miglior attore in una serie commedia o musicale
- Jason Bateman – Arrested Development - Ti presento i miei (Arrested Development)
- Zach Braff – Scrubs - Medici ai primi ferri (Scrubs)
- Larry David – Curb Your Enthusiasm
- Bernie Mac – The Bernie Mac Show
- Damon Wayans – Tutto in famiglia (My Wife and Kids)

### Miglior attrice in una serie commedia o musicale
- Portia de Rossi – Arrested Development - Ti presento i miei (Arrested Development)
- Marcia Cross – Desperate Housewives
- Lauren Graham – Una mamma per amica (Gilmore Girls)
- Teri Hatcher – Desperate Housewives
- Felicity Huffman – Desperate Housewives
- Maya Rudolph – Saturday Night Live

### Miglior attore in una miniserie o film per la televisione
- Jamie Foxx – Redemption - La pace del guerriero (Redemption: The Stan Tookie Williams Story)
- Keith Carradine – Deadwood
- Mos Def – Medici per la vita (Something the Lord Made)
- Alan Rickman – Medici per la vita (Something the Lord Made)
- Geoffrey Rush – Tu chiamami Peter (The Life and Death of Peter Sellers)

### Miglior attrice in una miniserie o film per la televisione
- Dianne Wiest – The Blackwater Lightship
- Clea DuVall – Helter Skelter
- Angela Lansbury – The Blackwater Lightship
- Helen Mirren – Prime Suspect 6: The Last Witness
- Miranda Richardson – The Lost Prince

### Miglior attore non protagonista in una serie, miniserie o film per la televisione
- Bill Nighy – The Lost Prince
- Brad Dourif – Deadwood
- Balthazar Getty – Traffic
- William H. Macy – Ho rapito Sinatra (Stealing Sinatra)
- Keith McErlean – The Blackwater Lightship

### Miglior attrice non protagonista in una serie, miniserie o film per la televisione
- Anjelica Huston – Angeli d'acciaio (Iron Jawed Angels)
- Mary Stuart Masterson – Medici per la vita (Something the Lord Made)
- Helen McCrory – Carlo II - Il potere e la passione (Charles II: The Power & the Passion)
- Gina McKee – The Lost Prince
- Emily Watson – Tu chiamami Peter (Life and Death of Peter Sellers)

## Altri premi

### Miglior cast in un film
- Sideways - In viaggio con Jack (Sideways) – Thomas Haden Church, Paul Giamatti, Virginia Madsen, Sandra Oh

### Miglior talento emergente
- Freddie Highmore – Neverland - Un sogno per la vita (Finding Neverland)

### Mary Pickford Award
- Susan Sarandon

### Nicola Tesla Award
- Jerry Lewis